# Tick, Tick... Boom!
|  | Aquest article tracta sobre musical. Si cerqueu pel·lícula, vegeu «Tick, Tick... Boom! (pel·lícula)». |

Tick, Tick... Boom! és un musical escrit per Jonathan Larson. Tick Tick Boom narra la història d'un aspirant a compositor anomenat Jon, que viu a Nova York el 1990. Jon està amoïnat perquè ha fet la pitjor elecció per dedicar-se a les arts escèniques. La història és autobiogràfica, com afirmà el pare de Larson a les notes de l'enregistrament del repartiment original (Larson havia estat intentant establir-se al teatre des d'inicis de la dècada de 1980).
Larson començà a interpretar la peça com un treball en solitari el 1990. Després de la seva mort el 1996 va ser revisat pel dramaturg David Auburn com una peça per a 3 intèrprets, estrenant-se a l'off-Broadway el 2001. Des de llavors, el show ha tingut una producció a Londres, una gira pels Estats Units i nombroses produccions locals.

## Història
Tick, Tick...Boom! va ser produïda originalment pel Off-Off-Broadway al setembre de 1990 al New York Theatre Workshop, al Second Stage Theatre i al The Village Gate (novembre de 1991) Larson interpretà el show com un "monòleg rock", una nova forma de teatre d'aquells moments. L'actuació va atraure l'atenció d'un jove productor anomenat Jeffrey Seller, que esdevindria un fan del treball de Larson. El 1995, va veure la producció del musical de Larson Rent al New York Theatre Workshop i va convèncer els seus col·legues productors per portar-lo a Broadway.
Després de la mort de Larson el 1996, la productora Victoria Leacock demanà a David Auburn, autor de l'obra guanyadora del Premi Pulitzer Proof per reconfigurar Tick, Tick...Boom!. Auburn reestructurà el monòleg en un musical de 3 actors, amb un actor interpretant a Jon, i els altres dos actors interpretant a Michael i a Susan, així com la resta de papers del show. A més, el guió i la partitura va ser simplificada i editats. Aquesta versió revisada de la peça s'estrenà el 23 de maig de 2001 al Jane Street Theater de l'off-Broadway.

## Argument
El musical arrenca amb el so d'un tick, tick, tick, sobre el que Jon es presenta a si mateix: "El so que escolteu no és un problema tècnic. No és una cua musical. No és una broma. És el so de l'ansietat creixent d'un home. Jo... sóc aquest home." Jon és un aspirant a escriptor de musicals que viu al SoHo de Nova York. Està davant del seu 30è aniversari i s'amoïna sobre l'encert o no en la tria de la seva carrera (“30/90”). Michael, un amic d'infància de Jon, va abandonar els seus somnis de ser actor per perseguir una carrera més lucrativa treballant com a executiu de recerca d'una empresa i Susan és la xicota de Jon, que ensenya ball a nens rics però sense talent.
Susan està preparant la festa per la festa del 30è aniversari de Jon, i discuteixen. Ella vol que s'assegui al piano per tocar-se al piano “Happy Birthday to You” a la festa, però Jon no està convençut de la idea, car es veu a la trentena, sense haver assolit el seu objectiu i està nerviós pensant en el proper taller del seu musical “Superbia”. Susan s'uneix a ell; i ell li comenta com l'afavoreix el seu vestit (“Green Green Dress”).
L'endemà al matí, Jon es lleva aviat. Susan proposa a Jon abandonar Nova York i establir-se a qualsevol altra ciutat on poguessin fundar una família, car ella no ho veu compatible amb l'estil de vida "d'artista mort de gana" de Jon, però ell dubta si abandonar el seu somni de compondre musicals i formar una família amb una feina estable és veritablement el que vol. Mentre, els altres dos protagonistes parlen sobre què en pensen sobre el que Jon hauria de fer. (“Johnny Can't Decide”). El somni d'en Jon, però, és curt; car ha d'anar a treballar com a cambrer a un restaurant del SoHo (“Sunday”).
L'arribada de Michael amb el seu flamant BMW per ensenyar-li el seu nou apartament. Michael està exultant davant la perspectiva d'una vida de luxe (“No More”), i acaba per convèncer a Jon perquè accepti una entrevista per aconseguir una feina a l'empresa on treballa Michael. De tornada a casa, Jon truca als seus pares i al seu agent. Planeja passar la resta del vespre component, però la Susan el truca perquè el vol veure. Discuteixen, però d'una manera tan passiva i psicològica que no ho sembla pas (“Therapy”).
El dilluns següent, Jon es dirigeix a l'entrevista a la feina de Michael. De camí, pensa en el taller on el seu treball va ser vist per un compositor "tan llegendari que el seu nom no es pot dir en veu alta (“St----- S-------”) També s'amoïna sobre el seu estil musical i el seu lloc a Broadway, però no té temps per pensar-hi massa perquè arriba a l'empresa de Michael. La sessió de brainstorming consisteix a posar nom a un nou greix de cuina mitjançant un complicat procés de "generació d'idees". Jon s'adona de la futilesa del procés, i la seva falta de voluntat en cooperar fa que el treguin de la reunió. Més tard, mentre que Jon porta a Michael a l'aeroport per a un viatge de negocis, discuteixen sobre la reunió. Michael diu a Jon que li diu que aquella feina li podria donar una vida tranquil·la amb Susan, la qual cosa no estaria malament (“Real Life”).
Després de deixar a Michael, Jon va a l'assaig de "Superbia", aturant-se abans per agafar un snack de Twinkies (“Sugar”). Al súper, espia a Karessa Johnson, una de les actrius de "Superbia". Ella demostra la mateixa feblesa pels Twinkies, i comença una sobtada amistat entre ells. Després de l'assaig, Susan veu a Jon i a Karessa caminant junts i se sent gelosa. Susan diu a Jon que ha aconseguit una feina a Massachusetts que pot ser estable i vol aclarir com està la relació entre ells dos. Jon no vol anar-se'n de Nova York, suggereix anar a teràpia (“Therapy”) i demana a Susan que es quedi amb ell. Malgrat això, Susan se'n va a casa, i Jon pensa sobre què ha hagut de passar perquè ella es comporti així (“See Her Smile”).
L'endemà Jon va al teatre on es representarà "Superbia". Tot i que inicialment el teatre està buit, aviat s'omple de gent important: els seus amics i familiars, productors i artistes de Broadway, i fins i tot està l'ídol de Jon, St----- S-------., del qui no gosa pronunciar el nom en nom alta. Karessa s'emporta el show amb la seva interpretació de “Come to Your Senses”. El taller és un èxit, tots el feliciten, però ningú no li proposa produir-lo per a estrenar-lo, la qual cosa torna a deixar abatut a Jon., car pensa que no ha servit de res i que està allà on va començar.
Jon visita a Michael i li diu que està decidit a abandonar la música, i és quan el seu amic tracta de dissuadir-lo fent-lo veure que és la seva vida, que està fet per això, que la feina que ell fa avorriria mortalment a Jon i discuteixen fins que Jon crida a Michael si no pot entendre que no es pot viure amb la inseguretat i la por al futur, i és quan Michael li diu que és seropositiu, la qual cosa deixa a Jon sense paraules i surt corrent de l'habitació.
Jon intenta aclarir els seus pensaments i es troba davant del teatre abandonat del Belvedere Castle. Allà troba un vell piano d'assaigs, i mentre que el comença a tocar, endreça els seus pensaments (“Why”). S'adona que el que realment vol fer és compondre i que no li importa el que hagi de passar i decideix no abandonar el seu somni.
L'endemà és el seu aniversari (“30/90 Reprise”). Jon veu a Susan, que s'està preparant per marxar. Susan s'acomiada d'ell donant-li el seu regal, que és un munt de fulls en blanc perquè hi escrigui la seva obra. Michael li regala un cinturó, perquè per a ell són un article de luxe. En aquell moment sona el telèfon, i és Stephen Sondheim, l'innombrable ídol de Jon que el truca per dir-li que ha vist el taller de "Superbia" i que vol parlar amb ell sobre el tema. Jon s'adona que està envoltat d'amics i que finalment veu reconegut el seu talent. Jon s'asseu al piano i toca "Happy Birthday to You".

## Números musicals
- "30/90" — Company
- "Green Green Dress" — Jon, Susan
- "Johnny Can't Decide" — Companyia
- "Sunday" — Companyia
- "No More" — Michael, Jon
- "Therapy" — Jon, Susan
- "Times Square"
- "Real Life" — Companyia
- "Sugar" — Companyia
- "See Her Smile" — Companyia
- "Superbia Intro"
- "Come to Your Senses" — Karessa
- "Why" — Jon
- "30/90 Reprise"
- "Louder Than Words" — Companyia

## Comparació ambCompany
Tick, Tick...Boom té certes similituds amb Company, escrita per l'ídol de Larson, Stephen Sondheim. Per exemple, a Company Robert celebra el seu 35è aniversari de la mateixa manera que Jon celebra el seu 30è, amb ambdós shows acabant bufant les espelmes del pastís i el repartiment cantant "Happy Birthday to You".
Notes
- "Sunday", la cançó de Jon al sopar, es basa en el final del I Acte de Sunday in the Park with George, de Stephen Sondheim; i Larson la va concebre com un homenatge humorístic a Sondheim, una de les seves principals influències.[6]
- Una altra referència a Sondheim és present a la cançó "Why". No només menciona West Side Story a la lletra, sinó que també fa servir el mateix tritó famós a la cançó "Maria" de West Side Story.
- A l'enregistrament del musical hi ha una cançó afegida tallada de la versió final de l'espectacle, "Boho Days". Aquesta pista és un dels pocs enregistraments disponibles de la veu de Larson. Està extret d'una cinta gravada per Larson durant el desenvolupament de tick, tick... BOOM![7]

## Produccions

### Estrena a l'Off-Broadway – 2001
El musical s'estrenà al Jane Street Theater de l'off-Broadway el 23 de maig de 2001 i tancà el 6 de gener del 2002. Dirigit per Scott Schwartz, estava interpretat per Raúl Esparza com Jon, Jerry Dixon com Michael i Amy Spanger com Susan. Molly Ringwald substituí a Spanger com Susan i Joey McIntyre substituí a Esparza com Jon. La producció rebé 7 nominacions als Premis Drama Desk, incloent el de Musical Més Destacat, guanyant el Premi Outer Critics Circle al Musical Més Destacat de l'Off-Broadway; Esparza guanyà el Premi Obie per la seva actuació. RCA Victor Broadway publicà l'enregistrament original el 2001.

### Estrena a Londres – 2005
tick, tick... BOOM! s'estrenà a Londres a la Menier Chocolate Factory el 31 de maig del 2005, representant-se fins al 28 d'agost. De nou dirigit per Scott Schwarz, el repartiment incloïa a Neil Patrick Harris com Jon (després substituït per Christian Campbell); Tee Jaye com Michael i Cassidy Janson com Susan.)

### Producció de Madrid – 2011
Entre el 14 i el 22 de juliol del 2011 es realitzà una producció en castellà al teatro Lara de Madrid, amb direcció de Pablo Muñoz-Chápuli i protagonitzada per Jorge Gonzalo com Jon, David Tortosa com Michael i Laura Castrillón com Susan.

### Producció de Barcelona - 2017
L'octubre de 2017 es va anunciar una producció del musical que es duria a terme entre novembre del mateix any i gener de 2018 al Teatre Gaudí de Barcelona. Sota la direcció de Ferran Guiu, el repartiment l'encapçala Xavi Duch com a Jon, Lu Fabrés com a Susa i Marc Pociello com a Mike.